# Alonso de Ojeda O.P.
Fray Alonso de Ojeda fue prior de los dominicos del Convento de San Pablo de Sevilla en el siglo XV. Era primo hermano del conquistador Alonso de Ojeda.

## Biografía
En 1477, cuando los Reyes Católicos llegan a Sevilla, Alonso de Ojeda expuso su opinión sobre la influencia judía y la necesidad de preservar el catolicismo. Los monarcas ordenan al arzobispo Mendoza que reúna una junta en Sevilla para deliberar sobre las medidas a tomar. En esa junta estarán el provisor de Cádiz, don Pedro Fernández de Solís, Tomás de Torquemada, Alonso de Ojeda, Diego de Merlo, Jerónimo de Adorno, Pedro Martínez, el secretario del Rey, y otros teólogos y canonistas. Se resuelve primero instar a respetar el catecismo antes de aplicar medidas más contundentes contra la herejía.
Finalmente, los reyes encargaron la creación de la institución de la inquisición a Ojeda en Sevilla, para extenderla luego al resto de España.
Fue director espiritual de Isabel Ruiz de Esquivel, fundadora del beaterío de San Cristóbal de Sevilla.